# Узункол (гори)

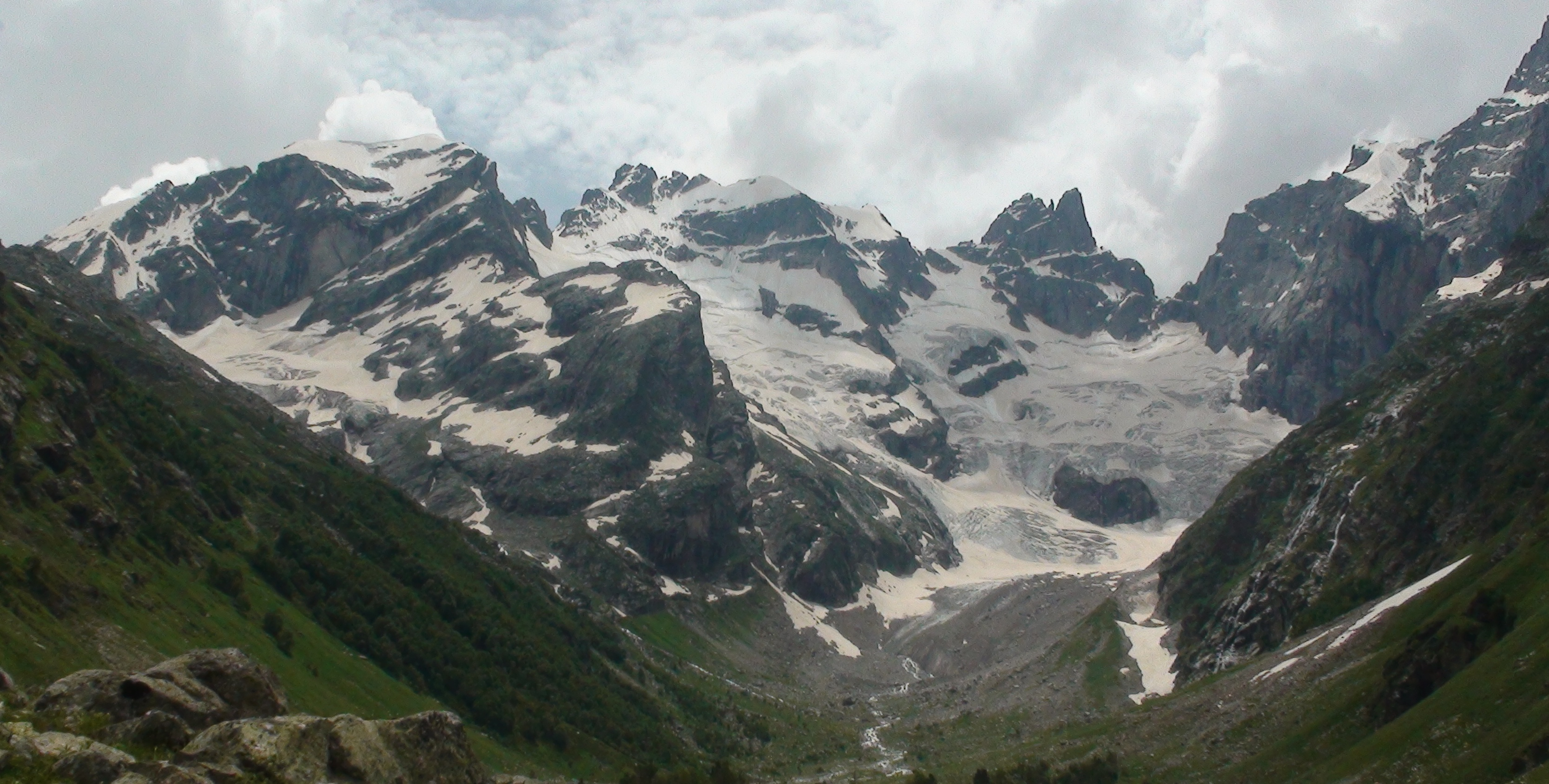
Вигляд Головного Кавказького хребта з долини Кічкенекол.

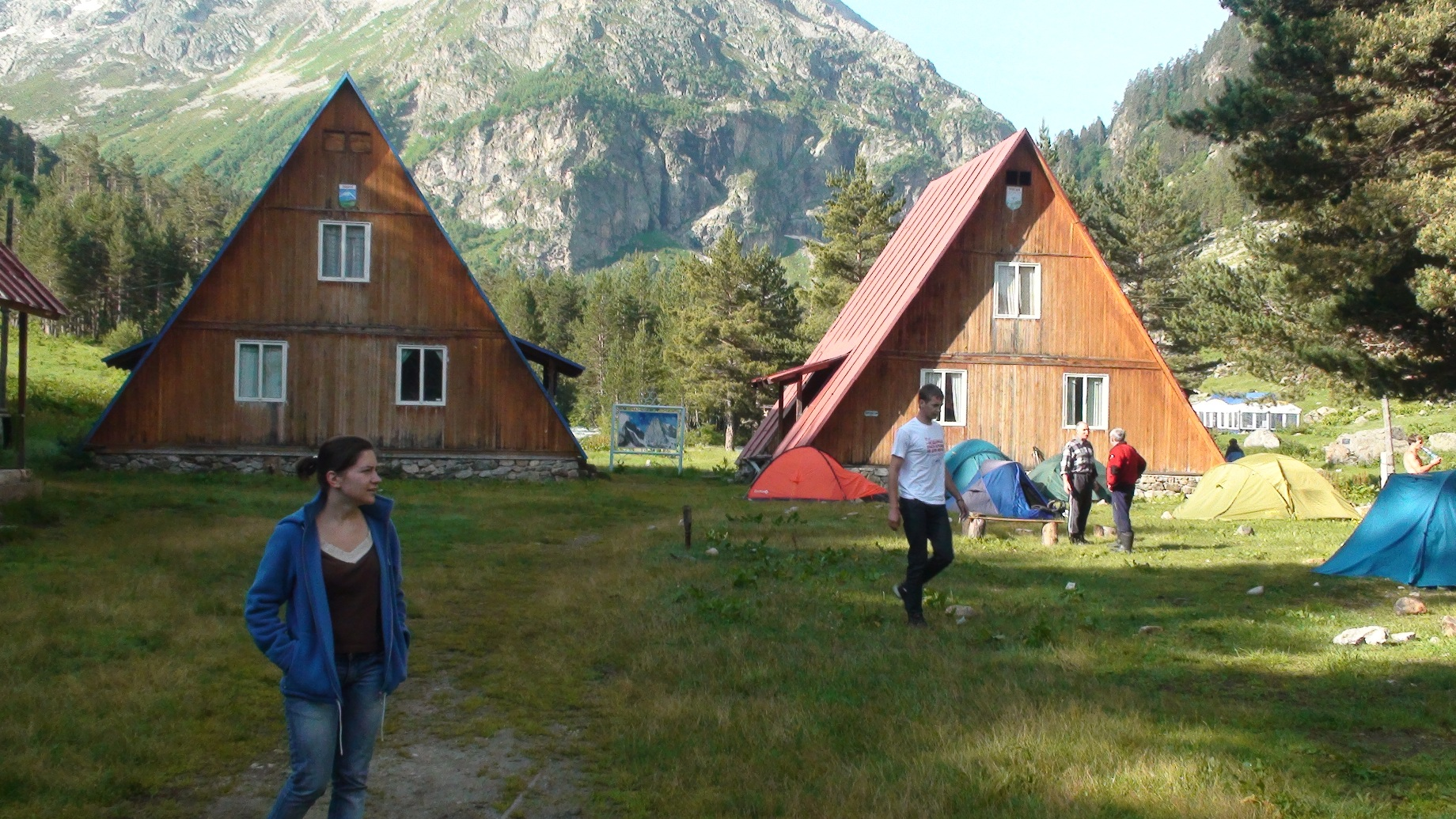
В альптаборі Узункол.

Узунко́л — гірський район Карачаєво-Черкесії, Кавказ.
В основі перекладу гідроніму лежать карачаївські слова узун — «довгий» і к'ол — «ущелина».
Звичайно до нього відносять ділянку  Головного Кавказького хребта та його північні відроги, що формують басейни річок Мирди, Кічкенеколу (Кічкенекол, Кічкене-Кол), Узунколу (Узун-Кол) (дві перші — витоки Узунколу).
На сході район межує з Приельбруссям, на заході з Федеральним заказником Даутський Тебердинського заповідника (за яким одразу Домбай).
Найвища точка району — Гвандра (3984 м).

## Вершини району
- В головвному хребті
  - Фільтр (3690 м, 43°13′35″ пн. ш. 42°11′51″ сх. д. / 43.22639° пн. ш. 42.19750° сх. д.)
  - Замок (3930 м, 43°13′06″ пн. ш. 42°11′30″ сх. д. / 43.21833° пн. ш. 42.19167° сх. д.)
  - Двійняшка (3843 м, 43°13′02″ пн. ш. 42°10′56″ сх. д. / 43.21722° пн. ш. 42.18222° сх. д.)
  - Далар (3988 м, 43°13′20″ пн. ш. 42°09′42″ сх. д. / 43.22222° пн. ш. 42.16167° сх. д.; поруч перевал Далар (3291 м, 43°13′08″ пн. ш. 42°09′06″ сх. д. / 43.21889° пн. ш. 42.15167° сх. д.))
  - Кірпич (3800 м, 43°13′01″ пн. ш. 42°08′23″ сх. д. / 43.21694° пн. ш. 42.13972° сх. д.)
  - Гвандра (3983 м, 43°12′30″ пн. ш. 42°05′04″ сх. д. / 43.20833° пн. ш. 42.08444° сх. д.)
- Хребет Доломітів
  - Доломіт (центральний) (43°16′18″ пн. ш. 42°12′47″ сх. д. / 43.27167° пн. ш. 42.21306° сх. д.)
  - Чат-баші (3700 м, 43°17′06″ пн. ш. 42°12′47″ сх. д. / 43.28500° пн. ш. 42.21306° сх. д.)
- Хребет Узунколу
  - Пік Шоколадний ()
  - Піраміда (43°14′07″ пн. ш. 42°09′15″ сх. д. / 43.23528° пн. ш. 42.15417° сх. д.)
- Хребет Піраміди
  - Мирди (3433 м, 43°18′16″ пн. ш. 42°08′45″ сх. д. / 43.30444° пн. ш. 42.14583° сх. д.)
  - Піраміда ()
  - Кругозір Мирди (43°17′10″ пн. ш. 42°08′09″ сх. д. / 43.28611° пн. ш. 42.13583° сх. д.; за нею підноситься Каршоу (Курша, 43°18′24″ пн. ш. 42°06′02″ сх. д. / 43.30667° пн. ш. 42.10056° сх. д.) хребта Куршо)
  - Пік тризуб (43°17′38″ пн. ш. 42°08′38″ сх. д. / 43.29389° пн. ш. 42.14389° сх. д.)

## Ресурси Інтернету
- Узункол в Энциклопедии Риска
- Аркуш карти K-38-25 Сгуриши. Масштаб: 1 : 100 000. (рос.) Зазначити дату випуску/стану місцевості.